# Dracophyllum patens
Dracophyllum patens (Engels: Great Barrier Inaka) is een plantensoort uit de heidefamilie (Ericaceae). Het is een kleine struik met een bruinachtige kleur. De struik heeft rechtopstaande twijgen met slordige plukjes grasachtige lange, smalle en puntige bladeren. De bladeren zijn 30 tot 75 millimeter lang en 2-6 millimeter breed. De bloemen zijn gerangschikt in een korte aar, onder de bladeren.
De soort komt voor op het Noordereiland van Nieuw-Zeeland, en daar op zowel het Coromandelschiereiland als op het Great Barriereiland. Hij groeit daar in nevelwouden boven 300 meter boven zeeniveau en in gebieden met struikgewas.